# Lugo di Valpantena
Lugo di Valpantena est une frazione de la commune de Grezzana, dans la province de Vérone, en Vénétie (Italie).

## Lieux et monuments
- L'église paroissiale est dédiée à saint Apollinaire (IXe siècle)
- L'oratoire de Corso est dédié à saint Paul (1685)

## Personnalités liées à la commune
- Eugenio Dal Corso (1939-2024), évêque émérite de Benguela depuis 2018 et cardinal depuis 2019.